# 11111 Реп'юніт
11111 Реп'юніт (11111 Repunit) — астероїд головного поясу, відкритий 16 листопада 1995 року.
Тіссеранів параметр щодо Юпітера — 3,262.
Названо на честь натуральних чисел, які складаються із повторених одиниць (англ. repunit, від repeated unit)